# Cmentarz wojenny w Drawsku Pomorskim
Cmentarz wojenny w Drawsku Pomorskim – cmentarz z II wojny światowej położony Drawsku Pomorskim przy ul. 11 Pułku Piechoty. 

## Charakterystyka
Cmentarz przy ul. 11 Pułku Piechoty założono w 1850. Obecnie jest nekropolią komunalną. Do cmentarza tego przylega cmentarz wojenny, na którym pochowano prochy 3458 polskich żołnierzy 1. Armii Wojska Polskiego, którzy polegli podczas operacji pomorskiej w lutym i marcu 1945. Na cmentarzu znajduje się dwieście płyt nagrobnych z piaskowcowymi symbolami Krzyża Grunwaldu. Oprócz żołnierzy polskich spoczywają tu jeńcy amerykańscy i brytyjscy. Jedna z tablic (odsłonięta w 2005) upamiętnia poległych i zmarłych inwalidów wojennych.

## Galeria

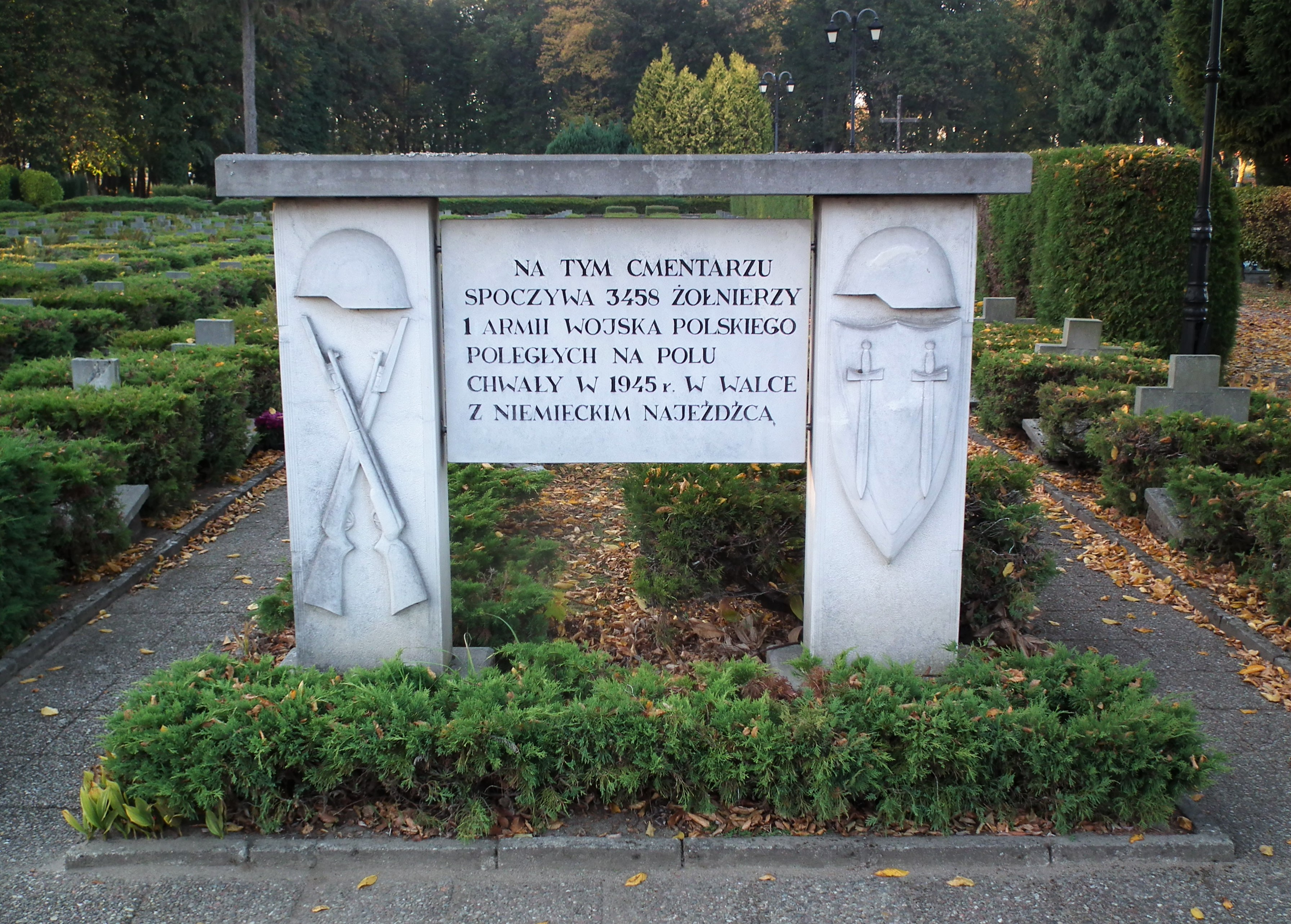
Pomnik z tablicą
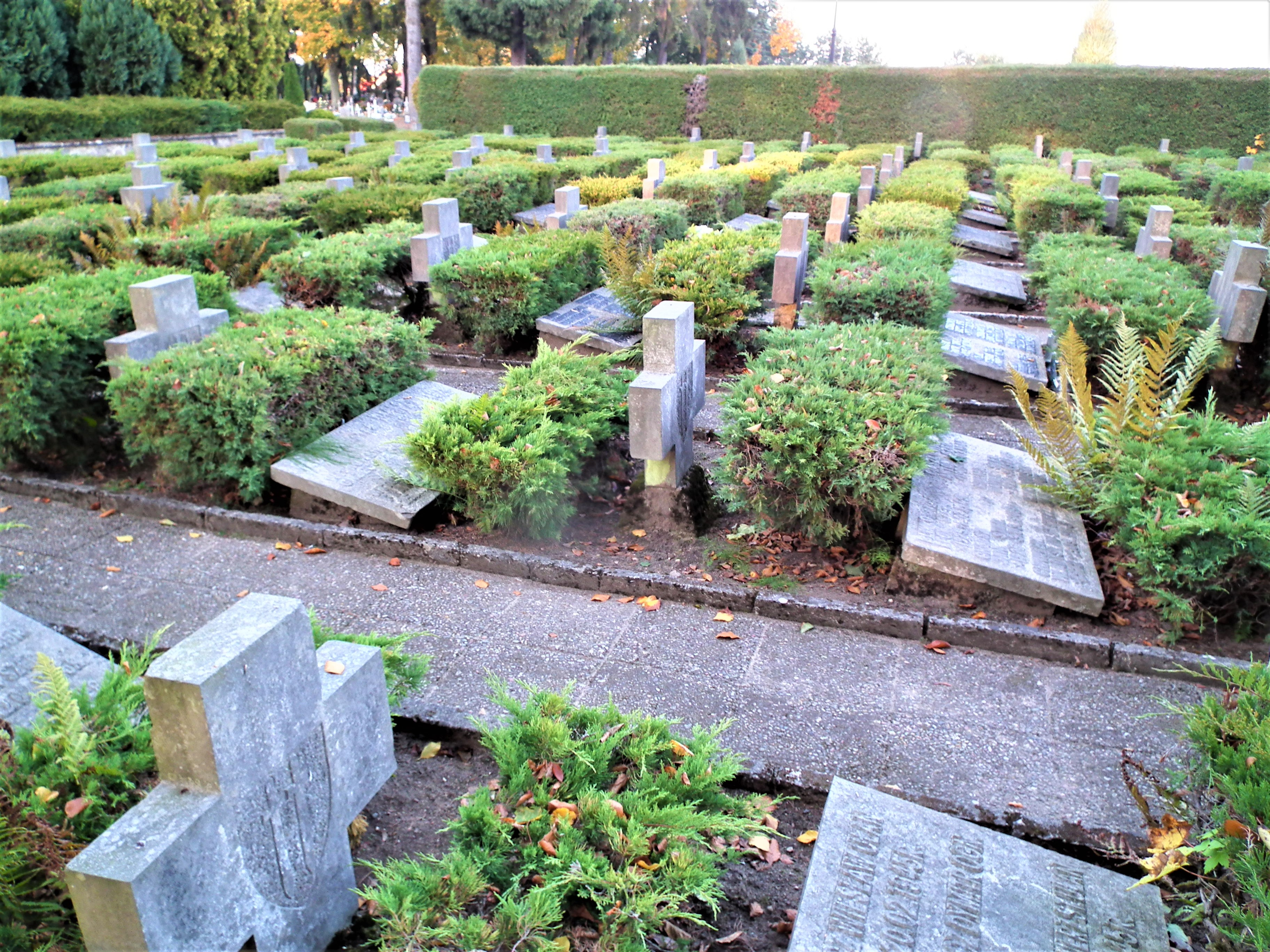
Widok ogólny